# Lakua

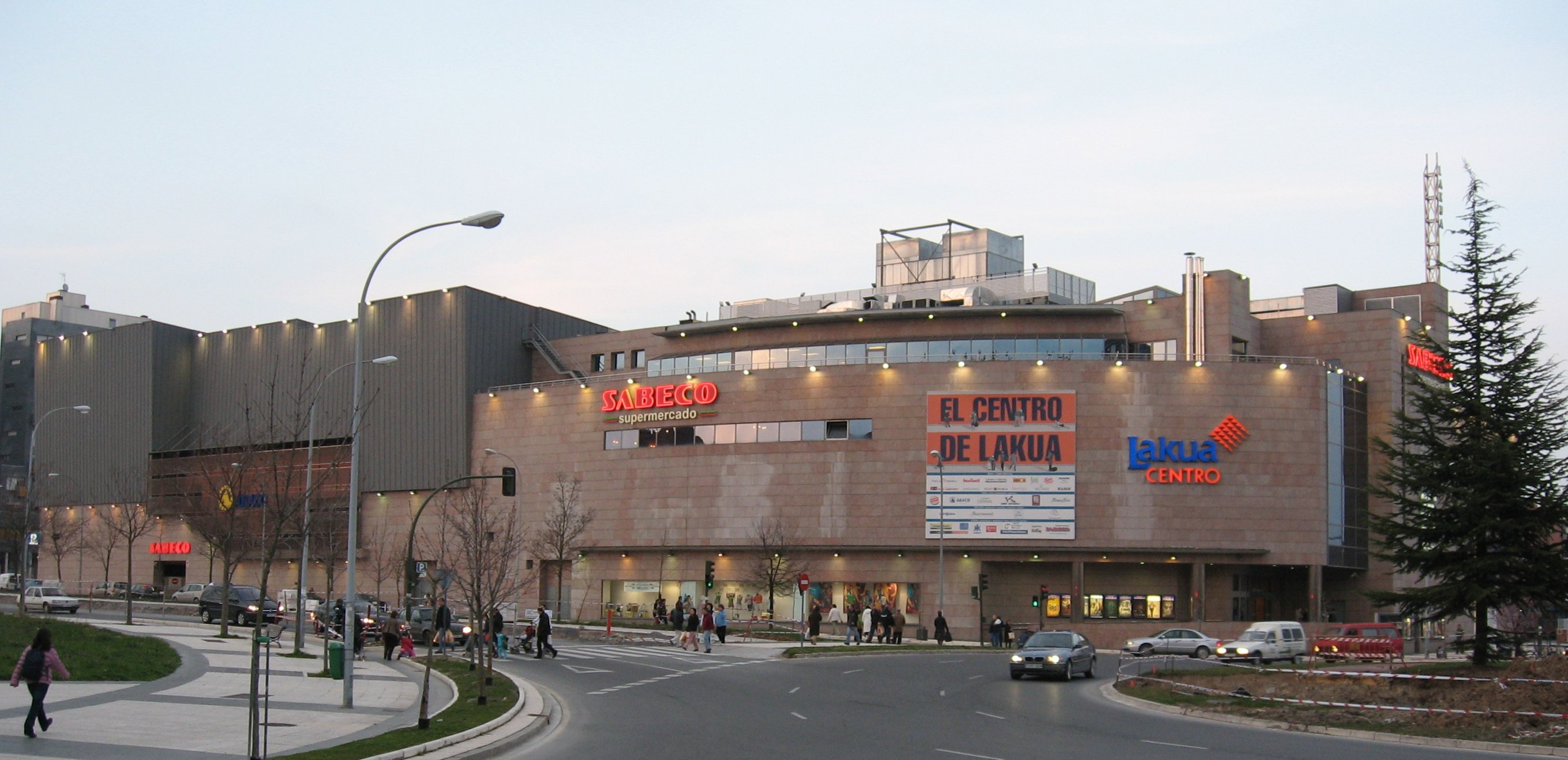
Centro comercial del distrito.

Lakua es uno de los barrios de la ciudad española de Vitoria, en el cual se ubica la sede oficial del Gobierno vasco.

## Contexto
Situado al norte de la capital alavesa, en el presente, tiene una población que supera los 50.000 habitantes, Lakua se erige como la cúspide de concentración urbana en la capital alavesa. Este distrito se fragmenta en diversos subdistritos, los cuales, aunque exhiben idiosincrasias propias en el seno de Lakua, comparten un linaje común y una arquitectura afín, además de mantener parámetros sociales notablemente similares entre sí. Desde una perspectiva demográfica y estadística, las instituciones fusionan dos vastos barrios: Lakua, y Arriaga, denominándose así "Lakua-Arriaga".

## Límites del distrito de Lakua
- Al norte con el río Zadorra, límite norte de la ciudad de Vitoria y barrio de Abechuco.
- Al sur con la ciudad consolidada.
- Al este con el polígono industrial de Arriaga y la aldea de Arriaga.
- Al oeste con el barrio de Sansomendi.

## Características
El macrodistrito de Lakua es una gran cuadrícula que ocupa aproximadamente un tercio de toda la Vitoria residencial. Comenzó a tomar forma a mediados de la década de 1960, cuando el boom industrial al que se vio sometida la ciudad, obligó al ayuntamiento a diseñar un rápido plan de urbanización (ACTUR), relativamente improvisado, con el norte de la ciudad como objetivo. Aquellos terrenos pantanosos pronto se iban a convertir en un "mega barrio" que duplicaría la por aquel entonces escasa población de la ciudad. 
Sin embargo, aquella fulminante expansión, no fue tal: el desarrollo industrial de la ciudad fue muy importante, pero fue suficiente con la expansión de Zaramaga y de algunos bloques en Santa Lucía para dar cabida a toda la inmigración. En Lakua, sólo se desarrolló la zona este del distrito, conocida como Arriaga Lakua o Lakua 13, y que vino a invadir la tranquila vida de los vecinos de la aldea de Arriaga, al norte de la ciudad. En los años 70 comenzó a desarrollarse una tímida actividad inmobiliaria al este del barrio de Sansomendi (a casi un kilómetro de Arriaga, sin que hubiera un solo edificio por medio), que se vio acelerada con la llegada de la sede del gobierno vasco (También conocido como Edificio lakua), pero no fue hasta los años 90 cuando todo el desarrollo del mega-barrio se empezó a llevar a cabo. Se terminó el desarrollo alrededor de la zona del gobierno vasco (Lakua 3), se remató toda la zona sur de Arriaga, y comenzó la construcción de Lakuabizkarra. En sólo diez años, todo Lakua estaba unido. Es posiblemente uno de los desarrollos urbanísticos más espectaculares de toda España.

## Lakua en barrios
Actualmente, Lakua puede dividirse en tres grandes áreas, subdistritos, o barrios dentro de un gran barrio; aunque a nivel oficial dicha división no estaría reconocida (Puesto que institucionalmente, el gran distrito está dividido en dos). En líneas generales hablamos de: 
- Arriaga-Lakua: fue el primer barrio de Lakua que se levantó. Actualmente se ha extendido hacia el norte, y llega hasta el río Zadorra. Está asentado en la antigua aldea de Arriaga y comprende todo el tercio este de Lakua. Cuenta con 12.000 habitantes y el parque más grande de la ciudad.

- Lakuabizkarra: calle Duque de Wellington, hasta llegar a Ibaiondo. Comprende la zona más nueva y al mismo tiempo mejor organizada de Lakua. Cuenta con el primer centro comercial periférico que se abrió en la ciudad (Lakua Centro), gimnasio y tiendas de ropa.

- Lakua céntrica: Calle Bulevar Euskal Herria hacia el sur, excluyendo Sansomendi. En principio, incluiría la sede del Gobierno vasco y la plaza Euskaltzaindía. Tiene unos 7000 habitantes. Algunos lo llaman Laku Txukun.

Dentro del gran distrito no están en principio incluidos los barrios de Ibaiondo y Sansomendi. Este último de hecho es, cultural y arquitectónicamente hablando, totalmente rompedor con el resto del barrio. Si en Lakua proliferan los bloques diáfanos, relativamente parecidos y las clases medias, Sansomendi es más de clases humildes y de grandes y muy diferentes bloques de pisos. 
Sin embargo, sus edificios están pared con pared con los de Lakua. No se diferencia muy bien donde empieza una y donde acaba la otra y en sus terrenos, de hecho, está el centro cívico y deportivo de Lakua. Además, a nivel oficial se lo considera demográficamente unido a la zona oeste de Lakuabizkarra, hasta Duque de Wellington, y al barrio de Ibaiondo. Con este último hay mucha confusión con sus límites y con los de Lakuabizkarra. El centro cívico de Ibaiondo es en la actualidad el mejor centro cívico de la ciudad de Vitoria, cuenta con piscina climatizada, biblioteca, salas de encuentro, salas de estudio, talleres, pabellón deportivo, pistas de padel, gimnasio...

## El transporte
Los vecinos de Lakua pueden ir andando al centro de la ciudad. No obstante, si estos lo necesitaran, podrían echar mano del transporte, tanto público como privado, para poder acercarse a las arterias de la ciudad consolidada. La línea 4 de los autobuses urbanos une el centro de la ciudad y Mariturri con este barrio con frecuencias inferiores a los diez minutos los días laborables. Asimismo, por este barrio pasa el Tranvía de Vitoria, cuyos dos ramales atravesarán el barrio. Además cuenta también con la estación de autobuses de Vitoria inaugurada en 2015.

## Un barrio a tiralíneas
Prácticamente todo el barrio está trazado a golpe de calles rectas y larguísimas. Dos de esas rectas, son consideradas las principales de Lakua: De este a oeste, la recta Blas de otero/Antonio Machado, y de norte a sur, la calle Duque de Wellington. Ambas confluyen en lo que se ha considerado como el "kilómetro cero" de Lakua; El punto donde se encuentran el centro comercial, el Colegio San Prudencio, la ikastola Toki-Eder, la sede del Gobierno vasco, y el centro de salud de Lakuabizkarra. Como testigo, una gran rotonda donde se da la mayor afluencia de vehículos dentro del distrito (la de América Latina, que une Lakua con la ciudad consolidada, tiene mayor afluencia, pero no es interna). La calle Blas de Otero es además una de las calles a nivel comercial y hostelero más vivas del distrito. Las calles Pamplona, Donostia, Portal de Foronda, o Landaverde, también son arterias muy importantes. Todas ellas tienen más de un kilómetro de longitud, y todas son rectas como una flecha.

## Centros educativos

### Educación infantil
- EMEI Lourdes Lejarreta. c/ Blas de Otero z/g.
- Haurreskola Lakuabizkarra. c/ Baiona 14.
- Ibaiondo Haurreskola. c/ Barcelona, 23.

### Educación primaria
- CEP Toki Eder. c/ Duque de Wellington, 6.
- CEP Umandi Ikastola. c/ Francisco Javier de Landáburu, 9.
- CEP Padre Orbiso. c/ Francisco Javier de Landáburu, 7.
- CEP Ibaiondo. c/ Tarragona, 9.
- CEP Lakuabizkarra. c/ Miguel Hernández, 2.
- CEP Ignacio Barrutia. c/ Espoz y Mina, 4.

### Educación primaria y secundaria
- CPEIPS Calasancio. c/ Paula Montal, 9 (Sansomendi).
- CPEIPS San Prudencio. c/ Duque de Wellington, 4.

### Educación secundaria
- IES Mendebaldea. c/ Donostia, 3.
- IES Lakua c/ Xabier, 1.

### Educación especial
- CEE Gorbeialde. c/ Blas de Otero, 2.